# Paperino e il gorilla
Paperino e il gorilla (Donald Duck and the Gorilla) è un film del 1944 diretto da Jack King. È un cortometraggio animato della serie Donald Duck, prodotto dalla Walt Disney Productions e uscito negli Stati Uniti il 31 marzo 1944, distribuito dalla RKO Radio Pictures. Il film ha una trama simile a quella del cortometraggio del 1930 della serie Mickey Mouse Topolino e il gorilla, che coinvolge un gorilla di nome Beppo che rapisce Minni. Nel novembre 1997 fu inserito nel film di montaggio direct-to-video I capolavori di Qui Quo Qua. Nel 2002 fu inserito nel film di montaggio direct-to-video Topolino & i cattivi Disney.

## Trama
In una notte di tempesta, Paperino e i nipoti Qui, Quo e Qua sentono alla radio un annuncio che informa che un ferocissimo gorilla di nome Aiace è scappato dallo zoo. Subito dopo, Paperino fa uno scherzo ai nipoti, indossando dei guanti di pelliccia, facendo loro credere che ci sia Aiace. Ma Qui, Quo e Qua scoprono l'inganno e così si vendicano travestendosi da gorilla, riuscendo a spaventare lo zio mentre leggeva un libro. Nel frattempo, Aiace irrompe nella casa, così Qui, Quo e Qua si rifugiano in una stanza dell'abitazione. Dopo aver scoperto di essere stato ingannato, Paperino si trova faccia a faccia con Aiace e crede inizialmente che sia un altro scherzo dei nipotini, ma ben presto scopre la verità e fugge nella stanza dove ci sono i ragazzi. Paperino e i nipoti, muovendosi in punta di piedi, vanno alla ricerca di Aiace, intenzionati a ucciderlo, ma il piano fallisce. Poco dopo però, Aiace trova Paperino e lo attacca, costringendolo a fuggire per tutta la casa. Proprio mentre il gorilla stia per uccidere il papero, arrivano in soccorso Qui, Quo e Qua, che usano il gas lacrimogeno per fermarlo, facendo piangere anche Paperino.

## Distribuzione

### Edizione italiana
Il primo doppiaggio italiano conosciuto è quello del 1985, realizzato per l'inclusione nella VHS Paperino e i racconti misteriosi. Nel marzo 1994 il corto fu incluso nella VHS Paperino guai in vista con un nuovo doppiaggio usato poi in tutte le successive occasioni. In entrambi i doppiaggi italiani, Qui, Quo e Qua sono doppiati da Laura Lenghi.

### Edizioni home video

#### VHS
- Paperino e i racconti misteriosi (giugno 1985)[3]
- Paperino guai in vista (marzo 1994)[4]
- Paperino un disastro di eroe (agosto 1999)[5]
- Paperino un adorabile pasticcione (febbraio 2002)[6]
- Paperino e l'arte del divertimento (ottobre 2004)[7]

#### DVD
Il cortometraggio è incluso nei DVD Walt Disney Treasures: Semplicemente Paperino - Vol. 2 e Paperino e l'arte del divertimento.